# Brooklynbron

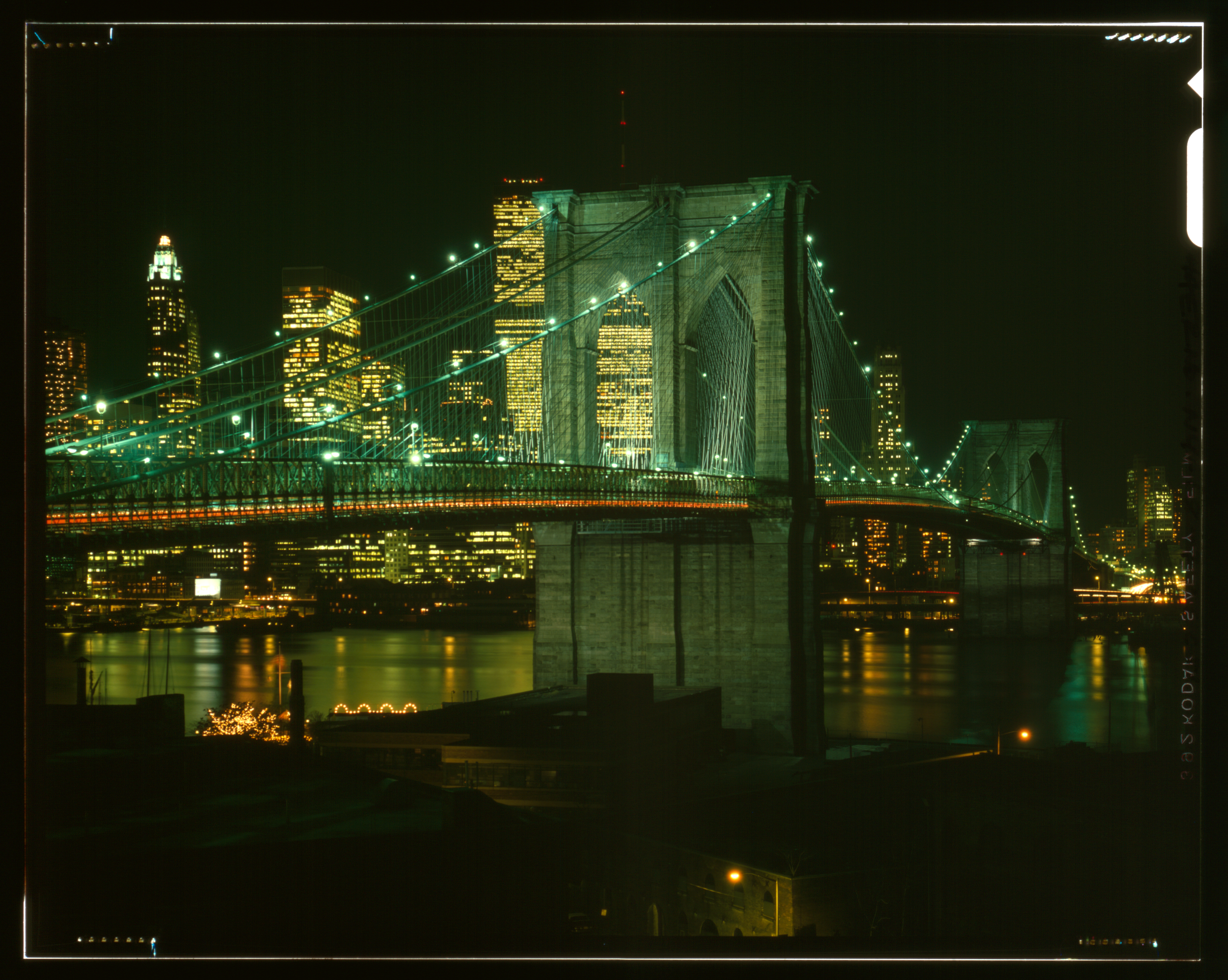
Brooklyn Bridge i kvällsljus.

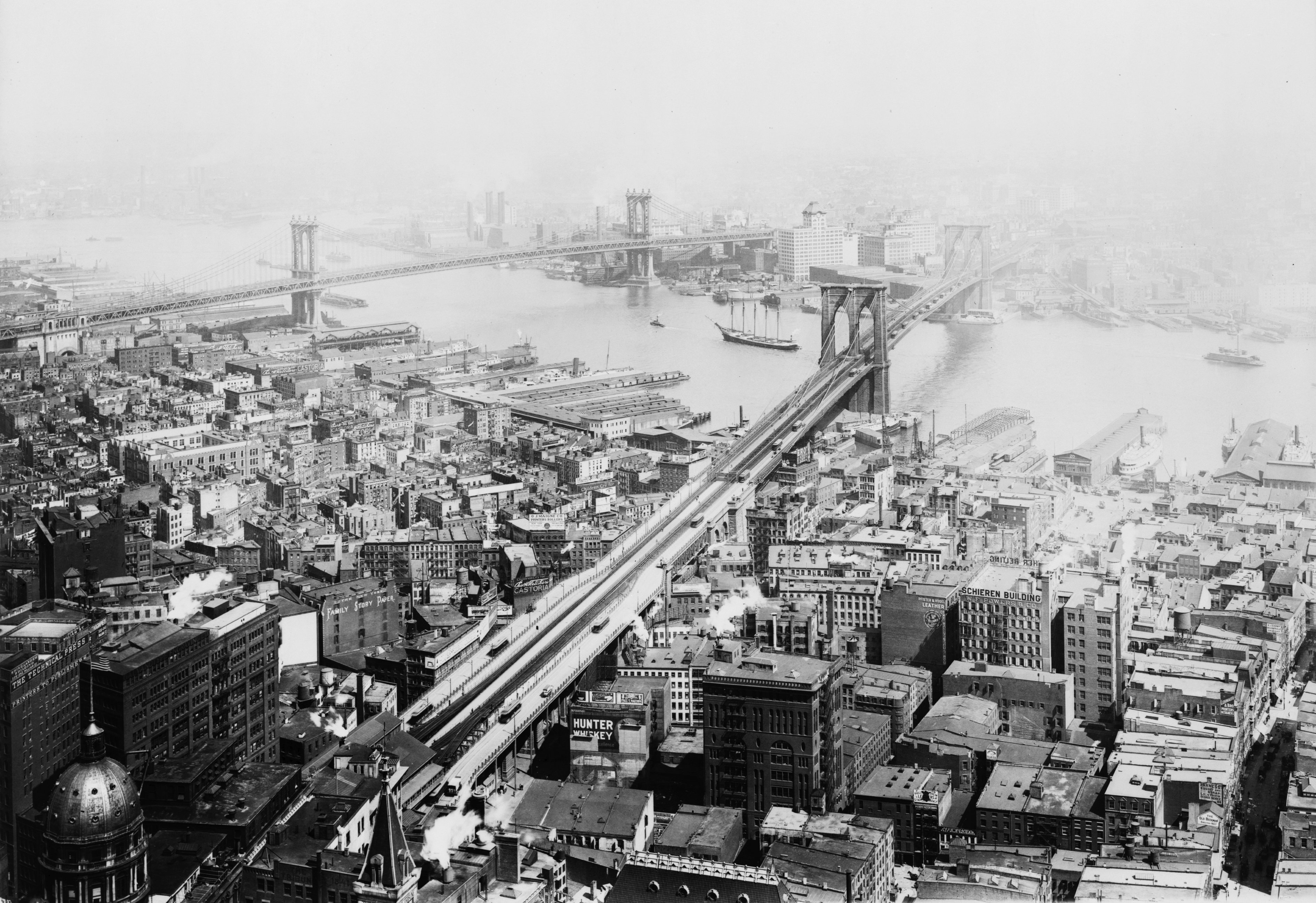
Brooklyn Bridge i början av 1900-talet.

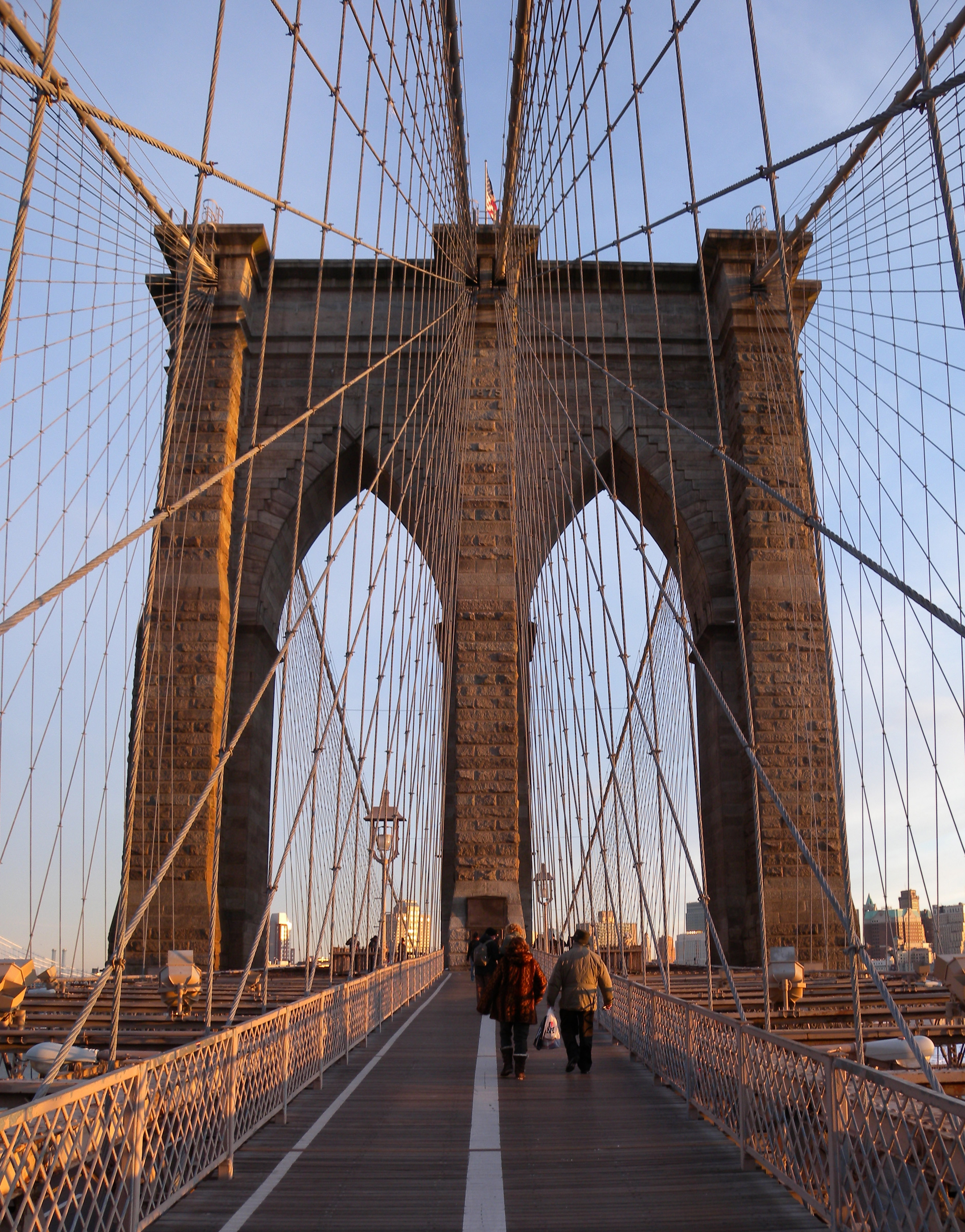
Övre planet av Brooklyn Bridge.

Brooklynbron, på engelska Brooklyn Bridge från början kallad New York and Brooklyn Bridge, är den äldsta hängbron i New York. Den sträcker sig över East River från Manhattan till Brooklyn och blev världens största hängbro när den var klar. Den var också den första hängbron vars konstruktion använde sig av stålvajer.

## Historia
Arbetet med att bygga bron påbörjades 1869. Bron invigdes fjorton år senare den 24 maj 1883. Första dagen korsade 1800 fordon och 150300 personer bron. Brons huvudspann är 486 meter, kostnaden för att bygga bron uppgick till 15 miljoner USA-dollar. Runt 27 personer förlorade livet i samband med att bron byggdes. Den 30 maj, en vecka efter att bron invigdes, orsakade ett rykte om att bron skulle kollapsa panikartad stämning som resulterade i att tolv personer klämdes ihjäl.
När bron invigdes var det den längsta hängbron i världen, 50 procent längre än den tidigare längsta, och blev ett uppskattat landmärke. I ett flertal år var också brons torn de högsta byggnadsverken i USA. Sedan 1980-talet har bron nattetid varit upplyst med strålkastare för att framhäva dess arkitektur. Bron har Gotisk arkitektur med karakteristiska spetsbågar ovanför den punkt där körbanorna passerar genom stentornen.
Bron designades av en arkitekturfirma som låg i Trenton, New Jersey, och ägdes av John Augustus Roebling. Roebling hade tidigare byggt mindre hängbroar som till exempel John A. Roebling Suspension Bridge i Cincinnati, Ohio och Waco Suspension Bridge i Waco, Texas. Dessa tidigare projekt fungerade som prototyper för den design som användes vid konstruktionen av Brooklyn Bridge.
I början av arbetet med att bygga bron skadade Roebling sin fot allvarligt i en olycka. Han dog ett par veckor senare efter att ha ådragit sig stelkramp. Hans son Washington Roebling efterträdde sin far i hans arbete. Washington drabbades av dykarsjuka efter att ha arbetat i en kassun efter vilket han led av begränsad tal- och rörelse-förmåga. Washingtons fru Emily Warren Roebling lärde upp sig inom broteknik för att kunna förmedla sin mans instruktioner till byggarbetarna. När bron invigdes var hon också den första att passera över den. Washington själv kunde inte lämna sitt hem och använde ett teleskop för att övervaka arbetets fortskridande.
När bron byggdes var fortfarande mycket okänt om vindens påverkan på broar. Broar började testas i vindtunnlar först på 1950-talet, kanske överraskande sent, med tanke på totalförstörelsen av bron Tacoma Narrows Bridge år 1940. Trots att mycket inom området var okänt är brons konstruktion tålig mot stark vind. Roebling valde en konstruktion som var sex gånger så stark som han trodde var nödvändigt. På grund av detta står Brooklyn Bridge fortfarande kvar när många broar från samma tid har försvunnit och blivit ersatta med nyare konstruktioner. Detta trots ett ökänt byte till vajer av sämre kvalitet av en leverantör. När problemet upptäcktes var det för sent för att åtgärdas. Roebling kom fram till att den sämre kvaliteten skulle göra att bron blev fyra gånger så stark som nödvändigt istället för sex gånger. Detta ledde till att man accepterade den minskade hållfastheten.
Vid olika tidpunkter har bron trafikerats av både hästar, spårvagnar och tunnelbanetåg. Idag har bron sex filer för motortrafik, och ett eget plan för gående och cyklister. Tidigare användes de två filerna närmast mitten av bron för tunnelbanetrafik, och den mittersta filen i respektive körriktning användes av spårvagnar tillsammans med annan trafik. År 1944 slutade tunnelbanan använda bron och spårvagnstrafiken förflyttades till de två inre, mer skyddade filerna. Efter att spårvagnarna togs ur bruk år 1954 byggdes bron om till att ha sex filer för biltrafik.
Spåren för tunnelbanetrafik över bron hade planerats för att ansluta till vad som idag är tunnelbanelinjen "Nassau StreetLine subway" vid Chambers Street, men planerna förverkligades aldrig.
Brooklyn Bridge blev 1964 inkluderad på listan över historiska platser, National Register of Historic Places" (Nationellt register över historiska platser) som ett (National Historic Landmark). År 1972 fick bron även stämpeln "National Historic Civil Engineering Landmarks " (nationellt historiskt landmärke för ingenjörskonst) av American Society of Civil Engineers. Bron omnämns också i Jay-Z och Alicia Keys låt Empire state of mind.
Arbetet med att bygga bron finns dokumenterat i boken The Great Bridge av David McCullough och i en film av Ken Burns.